# ヘーチマン
ヘーチマン（ウクライナ語: гетьман ヘーチマン；ポーランド語: hetman ヘートマン；露: гетман ギェートマン）は、ウクライナ・コサックの棟梁の伝統的な称号である。1648年から1764年の間と1918年4月から12月の間は、ウクライナ国家の元首の称号として用いられた。ポーランド王国やリトアニア大公国で王位・大公位に次ぐ位であった軍最高司令官の称号「ヘトマン」のウクライナ語名である。日本語文献ではポーランド語名、あるいはキエフ発音のロシア語名に沿ったヘトマンという表記も用いられる。

## 概要

### 初期のヘーチマン

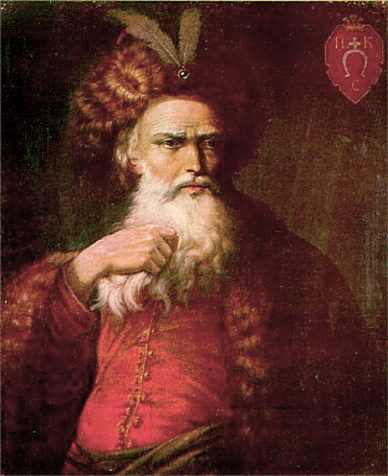
初期の有力なヘーチマン、ペトロー・コナシェーヴィチ・サハイダーチュヌィイ。衰退したキエフの復興に努めた。

16世紀末頃、ウクライナ・コサックの本営であったザポロージャのシーチの長はキーシュのオタマーンを称していた。1572年に登録コサック制度が作られると、従来のコサック軍の長と区別するため、ポーランド・リトアニア共和国（以下、共和国）の威光を帯びた称号である「ヘーチマン」が使われるようになった。共和国の権力者は実際のところこの称号を使っていなかったが、「国王陛下の御ザポロージャ軍の長老」という称号と共に用いられることになっていた。
ヘーチマンの称号は、共和国に対して叛乱を繰り返したコサック運動の首謀者の称号としても用いられたが、クルィーシュトフ・コスィーンシクィイ、セヴェルィーン・ナルィヴァーイコ、タラース・フェドローヴィチ（トリャスィーロ）、パウロー・パウリューク、ヤーキウ・オストリャーヌィン、ドムィトロー・フーニャらがそうしたヘーチマンとして知られている。
ヘーチマンは、軍司令官としての地位のほかに、文官の長としても全権を有していた。長老ラーダと共にヘーチマンは司法権を行使し、行政面において小さからぬ権力を有した。
1637年から1638年にかけてのコサック農民蜂起が鎮圧されたのち、登録コサックの長としてのヘーチマンの位は廃止された。かわって共和国政府の弁務官が長官に任命されるようになった。

### ヘーチマン国家

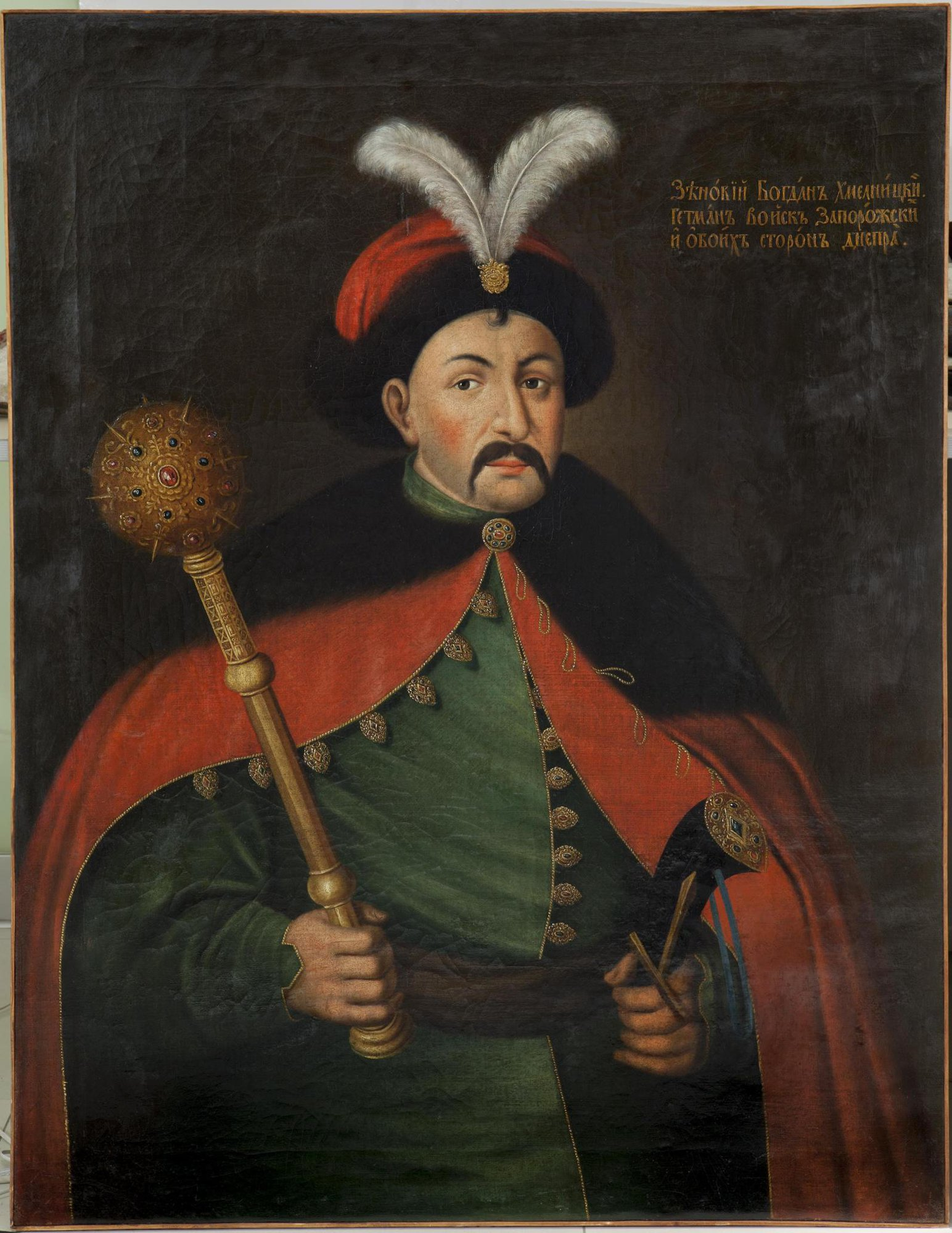
ヘーチマン国家の初代ヘーチマン、ボフダン・フメリニツキー。右手にブラヴァー、左手にサーベルの柄を持っている。

1648年から1657年にかけて、ウクライナにて大規模な反共和国蜂起が発生、首領ボフダン・フメリニツキーはヘーチマンへの即位を宣言した。蜂起の結果、ヘーチマンを元首とする事実上の独立国家が成立し、ヘーチマン国家と呼ばれるようになった。
ヘーチマンの行使する全権は軍事面に留まらず、行政、立法、司法の全てにおいて集中的な権力を有することとなった。ヘーチマンの宣旨は「ウニヴェルサール」と呼ばれ、全ての住民に対して絶対のものとされた。ヘーチマン権力の正統性のしるしは「クレイノード」と呼ばれ、代々のヘーチマンに受け継がれることとなった。クレイノードは、黄金の玉をつけた馬の尻尾からなる馬印の一種であるブンチュークと、先端が球状になった鎚矛の一種であるブラヴァーからなっていた。フメリニツキーの公邸はチヒルィーンに定められた。
ヘーチマンは自身の全権の一部をほかの者に分与することが出来た。分与を受けた者は任命ヘーチマン（ナカーズヌィイ・ヘーチマン）と呼ばれた。任命ヘーチマンは軍を召集して出兵したり、あるいは逆にヘーチマン本人が出征する際には国内に留まって国政を司った。そのほか、任命ヘーチマンの使命には、ヘーチマンが崩御したり、野党によって倒されたりして空位が生じた際に臨時のヘーチマンとしてヘーチマンの職務を遂行するという任務もあった。
1654年にロシア・ツァーリ国との間で行われたペレヤースラウ会議とペレヤースラウ条項への署名の結果、ヘーチマンはモスクワのツァーリからウクライナにおける最高権力であると承認された。ヘーチマンはウクライナ政府を組織した。ヘーチマンを頂点とする政府組織は大長老衆と呼ばれ、コサック連隊長と共に長老ラーダを作り、国家運営の基幹を担った。ヘーチマンは、他国と外交関係を築く権利を有した。ロシアとの間では、ヘーチマンは代替わりごとに改めて協定を結ぶこととなっていた。
しかしながら、ボフダン・フメリニツキーが死去すると、ウクライナの統一性は崩壊を始めた。次にヘーチマンとなったイヴァン・ヴィホーウシクィイは共和国との間にハージャチ条約を締結した。結果、ウクライナはポーランド・リトアニアと対等の地位で共和国を構成するルーシ大公国となり、ヘーチマンはその元首となった。しかし、強力な野党によってヴィホーウシクィイはヘーチマンの全権から退かざるを得なくなり、かわってフメリニツキーの息子ユーリイ・フメリニツキーが次のヘーチマンに選出された。
当初は親ロシア派を形成した彼であったが、しばらく後には共和国側に移った。その頃には、彼もまた大方のコサックの支持を失っていた。ペレヤースラウ会議の支持者と反対者の抗争の結果、1663年にはウクライナは親ロシア派の左岸ウクライナと親共和国派の右岸ウクライナとに分裂した。両派が幾度も再統合を試み失敗した後、1667年にはアンドルーソヴォ休戦協定が共和国とロシアとの間に結ばれ、ウクライナはドニエプル川を基準に左右に分割された。

### ヘーチマン権力の弱体化

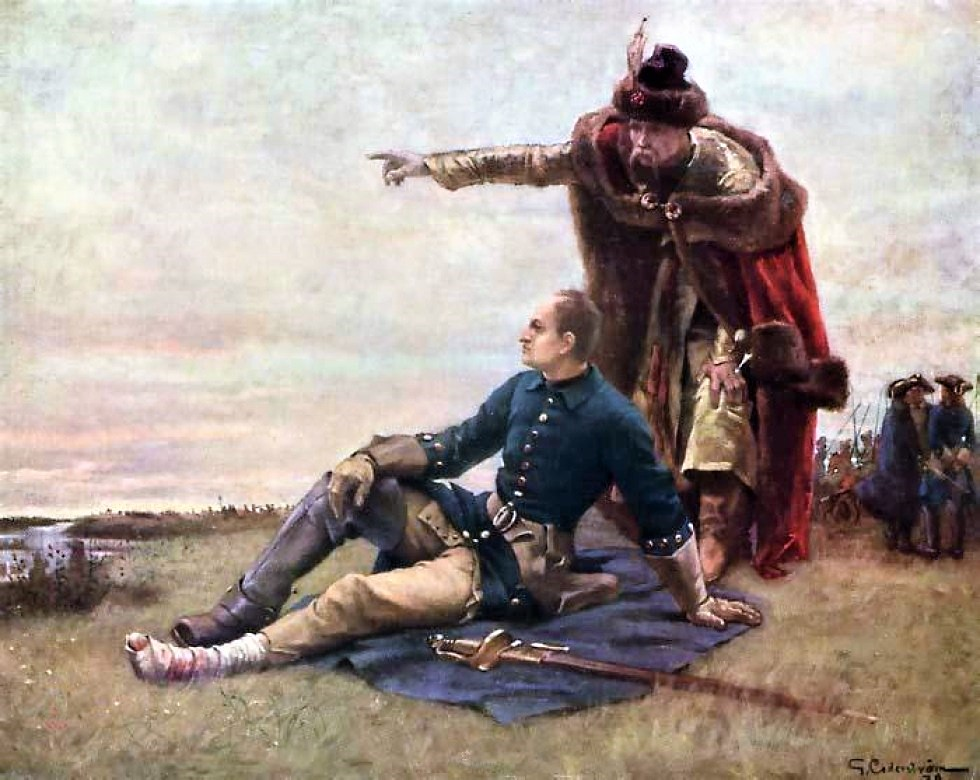
ポルタヴァの戦いに敗れたイヴァン・マゼーパとスウェーデン王カール12世。

このときから、右岸ウクライナは共和国、オスマン帝国、古儀式派コサックとが互いに争い合う闘技場となった。この戦いにおいてヘーチマンの称号は濫用されるようになり、敵国同士となった子分の間で代わる代わるに使われた。このような状況下で右岸ウクライナにおけるヘーチマン権力は著しい低下を来たした。1704年には、反共和国派の蜂起とスウェーデン軍のポーランド侵攻を利用し、左岸ヘーチマンのイヴァン・マゼーパが右岸を占拠した。
左岸ウクライナにおいては、ヘーチマンの全権には次第に制限が加えられるようになっていった。それは、事実上ウクライナ分割の直後から始まった。ヘーチマンにはふたつの側から圧力が加えられるようになった。ひとつはロシア政府からで、ロシアは絶えずしてヘーチマン権力を縮小する試みを続けた。もうひとつはコサック長老衆で、彼らもまたヘーチマンがあまりに大きな権力を持つことは望んでいなかった。その結果、ヘーチマンは彼らのあいだをうまく泳ぎ切る必要に迫られたが、そのために譲歩した例は数知れず、次第にウクライナにおける権力を失っていった。
ウクライナ分割後、右岸ヘーチマンはチヒルィーンに留まった。一方、左岸ヘーチマンはハージャチ、フルーヒウ、バトゥールィンに居を転々とした。

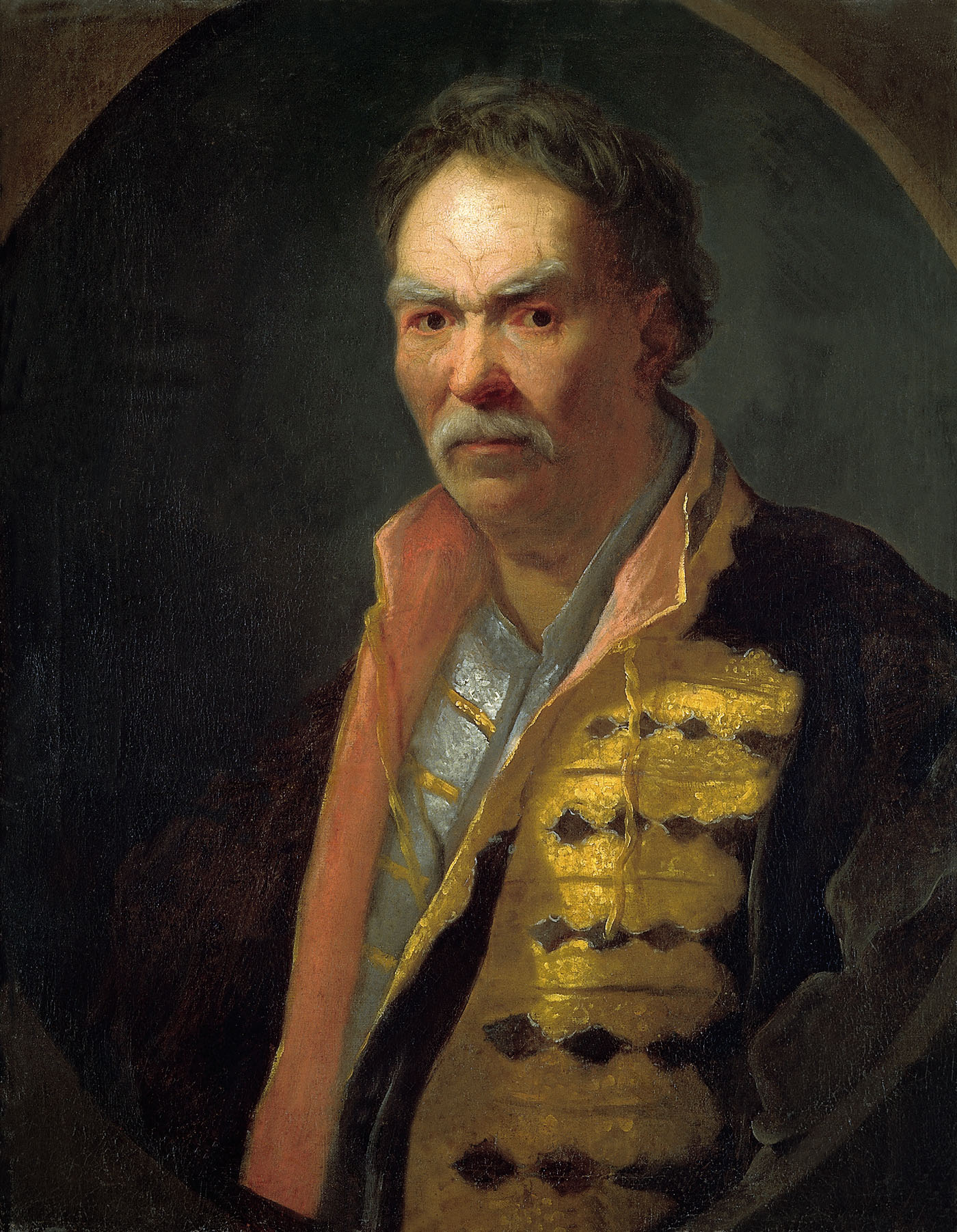
任命ヘーチマン、パウロー・ポルボートク。ピョートル1世に反対した長老の一人で、1724年に落命した。彼ののち、長らくヘーチマンは空位とされた。

大北方戦争においてマゼーパがスウェーデン側に寝返ると、ロシアによるヘーチマン権力の縮小に拍車が掛かった。マゼーパの次のイヴァン・スコロパードシクィイがヘーチマンであった1709年には、ヘーチマンのそばには彼を監視するためのロシアの役人が置かれることになった。1720年には総軍事務局が置かれ、1722年にスコロパードシクィイが死去すると、小ロシア省が置かれて事実上ヘーチマンの全権は消滅した。長老衆は新ヘーチマンの直接に選出することを禁じられ、そのうえこの問題についてツァーリにあえて異議を唱えた幾人かの長老衆は投獄された。
1710年4月5日には、マゼーパの支持者は国外にてプィルィープ・オールルィクをヘーチマンに選出した。彼は、死去する1742年までこの地位を維持した。

### ヘーチマンの廃止
新しいヘーチマンは、ピョートル2世の許可によって1727年に再び選出されるところとなった。3年ぶりのヘーチマンには、ダヌィーロ・アポーストルが選出された。ヘーチマン行政府はキエフに移され、その司法権はいくらか拡張された。小ロシア省も解体され、改革が実行されたが、彼の全権はさらに削り取られた。1734年にアポーストルが死去すると、ヘーチマンは再び空位とされた。
1750年には久々にヘーチマンが選出され、クィルィーロ・ロズモーウシクィイが就任した。これが、ヘーチマン国家最後のヘーチマンとなった。1764年には彼はヘーチマンを辞し、同年11月10日のエカチェリーナ2世の政令によってヘーチマンの位は廃止された。小ロシア省が復興され、この機関は1768年まで機能した。そしてまた、総督位が新たに設けられた。

### ウクライナ国

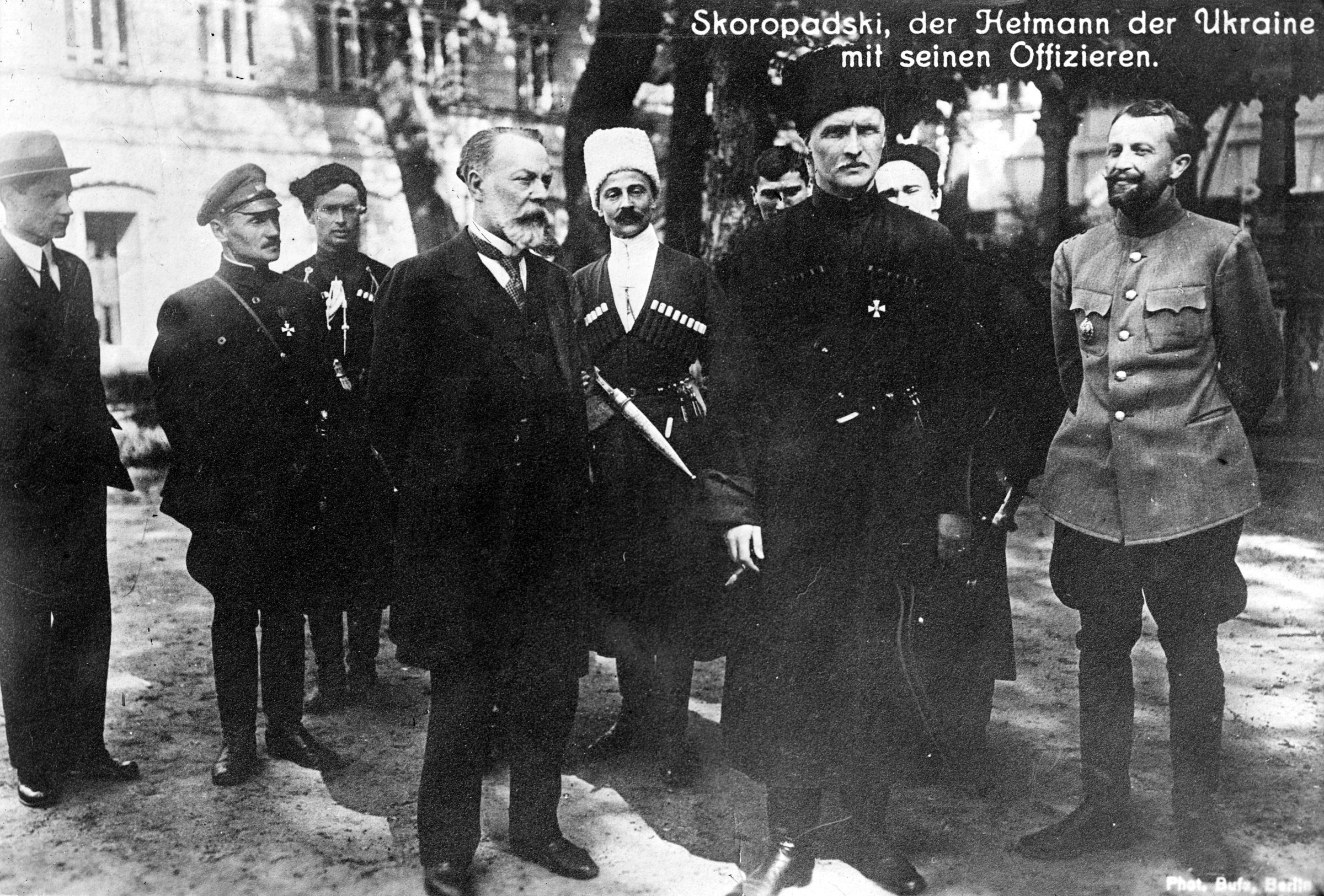
ウクライナ国ヘーチマン、パウロー・スコロパードシクィイ（手前、右から2人目）と彼の将校たち。

20世紀になると、ウクライナ独立運動の中で保守派の理論が形成された。ウヤチェスラーウ・ルィプィーンシクィイの提唱したウクライナ君主論は、ヘーチマンをウクライナの君主とする君主制国家を提唱したもので、ロシア帝政の倒れたロシア革命後に、保守派の軍人の力を借りてその理論は実現することとなった。
1918年4月29日、キエフ・サーカス場にて行われた農民大会にて、ウクライナ人民共和国軍の将軍パウロー・スコロパードシクィイが「ウクライナのヘーチマン」に選出された。この事件はヘーチマンの政変と呼ばれ、およそ150年ぶりにウクライナをヘーチマンが統治することとなった。
ヘーチマンを君主とするウクライナ国において、スコロパードシクィイは極めて広範な、事実上の独裁といえる全権を有した。彼は政府を任命し、組閣し、恩赦を与える権限を持ち、戦時あるいは非常事態においては最高司令官としての権限を有することとなっていた。1918年12月14日にディレクトーリヤの軍隊がキエフを占領すると、スコロパードシクィイはヘーチマンから退位した。